# Emil Kraus

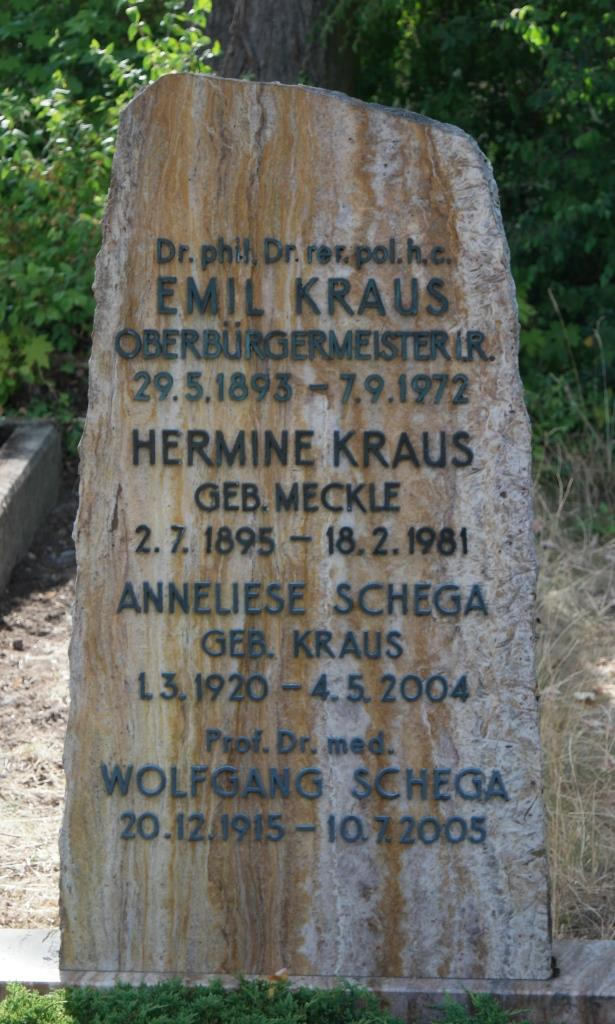
Grab von Emil Kraus auf dem Hauptfriedhof Mainz

Emil Kraus (* 29. Mai 1893 in Konstanz; † 7. September 1972 in Mainz) war vom 17. August 1945 bis zum 21. Februar 1949 Oberbürgermeister der Stadt Mainz.

## Leben
Emil Kraus legte im Jahr 1912 sein Abitur ab. Er studierte an den Universitäten München, Berlin, Freiburg und Marburg Jura und Volkswirtschaft, wie auch Literatur und Philosophie. Er promovierte mit dem Thema „Der Systemgedanke bei Kant und Fichte“ 1915 an der Uni Marburg.
Ab November 1915 diente er als Soldat im Ersten Weltkrieg an der Westfront. Im November 1918 wurde er zum zweiten Vorsitzenden des Freiburger Soldatenrates gewählt. Er wurde auch Mitglied der Siebener-Kommission der badischen Arbeiter- und Soldatenräte die einen Vorentwurf für eine neue badische Verfassung ausarbeitete.
Von 1919 bis 1921 war er leitender politischer Redakteur der „Heidelberger Volkszeitung“ und für die SPD Mitglied des badischen Landtages. Ab 1922 war Kraus Geschäftsführer des Zentralverbandes der Angestellten (ZdA). 1925 wurde er Bürgermeister der Stadt Kehl. Als die Stadt Mainz nach dem Ausscheiden von Bernhard Adelung 1928 einen neuen Beigeordneten suchte, bewarb sich Kraus und erhielt den Posten aufgrund seiner in Kehl bewiesenen guten Zusammenarbeit mit der französischen Militärregierung.
Am 15. Juli 1929 wurde er besoldeter Beigeordneter der Stadt Mainz, wo er zunächst für das Personal- und Wohlfahrtswesen tätig war und 1931 zum Bürgermeister ernannt wurde. Nach einer gescheiterten Kandidatur für das Amt des Oberbürgermeisters und parteiinternen Streitigkeiten verließ Kraus 1932 die SPD. Aus dem Amt des Bürgermeisters wurde er wenig später durch die Nationalsozialisten gedrängt. Anschließend war er als Steuerberater unter anderem auch für jüdische Familien tätig und wurde von 1941 bis 1945 als Soldat eingezogen.

## Oberbürgermeister in Mainz
Emil Kraus wurde am 17. August 1945 von der französischen Besatzungsmacht als Oberbürgermeister eingesetzt. Er arbeitete eng und kooperativ mit Louis Théodore Kleinmann, dem französischen Stadtkommandanten und Kreisdelegierten zusammen. Am 22. September 1946 wurde er demokratisch gewählt (30 Pro-Stimmen, keine Gegenstimme, sechs Enthaltungen).

## Ereignisse während seiner Amtszeit
- Entstehung des AKK-Konflikts
- Errichtung von Behelfsbrücken:
  - Alexander-M.-Patch-Brücke
  - George-C.-Marshall-Brücke
- Wiedergründung der Universität unter dem Namen Johannes Gutenberg-Universität (1946)
- Erhebung von Mainz zur Hauptstadt des neugegründeten Bundeslandes Rheinland-Pfalz (1946)
- Wiedergründung des Stadtrats (1946)
- Beginn der Wiederherstellung von zerstörten Mainzer Kulturdenkmälern
- Landtag (1947)
- Währungsreform (1948)
- Erster Nachkriegs-Katholikentag "Der Christ in der Not der Zeit" (1948)

## Oberbürgermeister in Frankenthal (Pfalz)
Nachdem er im Jahre 1949 in Mainz nicht wiedergewählt wurde (Wahlsieg der SPD), war er von 1949 bis 1959 Oberbürgermeister in Frankenthal (Pfalz). Er wurde in diesem Amt von Jürgen Hahn abgelöst.
Der Emil-Kraus-Weg am Römerwall in Mainz ist nach ihm benannt.